# David Barrans
David Barrans (ur. 22 sierpnia 1981 w hrabstwie West Yorkshire) – brytyjski wspinacz sportowy. Specjalizował się w boulderingu oraz w prowadzeniu. Brązowy medalista mistrzostw świata we wspinaczce sportowej w konkurencji boulderingu z 2009.

## Kariera sportowa
W 2009 w chińskim Xining na mistrzostwach świata wywalczył brązowy medal we wspinaczce sportowej w konkurencji boulderingu, w finale przegrał z Rosjaninami Aleksiejem Rubcowem oraz Rustamem Gelmanowem.
Uczestnik prestiżowych zawodów wspinaczkowych Rock Master we włoskim Arco.

## Osiągnięcia

### Mistrzostwa świata
| Konkurencje  | 2007 | 2009 | 2011 | 2012 | 2014 | 2016 | 2018 |
| Bouldering   | 16   | 3    | 27   | 41   | 41   | 29   | —    |
| Prowadzenie  | —    | —    | 51   | 65   | 33   | 45   | 59   |
| Wsp. na czas | —    | —    | —    | —    | —    | 54   | —    |

### Mistrzostwa Europy
| Konkurencje  | 2007 | 2008 | 2010 | 2013 | 2015 | 2017 | 2019 |
| Bouldering   | 13   | 39   | 30   | 15   | 18   | 35   | —    |
| Prowadzenie  | —    | —    | —    | 30   | —    | —    | 18   |
| Wsp. na czas | —    | —    | —    | 39   | —    | —    | —    |

### Rock Master
| Konkurencje | 2017 |
| Prowadzenie | 41   |